# 秋月號驅逐艦
秋月號驅逐艦（日语：秋月），爲舊日本海軍秋月級驅逐艦的一號艦，其名称含义据片桐大二研究是秋天月亮的意思。1944年10月，秋月號作爲由海軍中將小澤治三郎指揮的日軍北方部隊的一部分，參加了雷伊泰灣海戰中對盟軍的增援部隊的戰鬥。10月25日，在恩加努海角（Cape Engaño）爭奪戰中，秋月號被美軍對日軍北方部隊的第一波空襲擊沉，共导致183名船员战死。秋月号沉没的原因可能是被魚雷擊中。秋月號沉沒的地點在恩加努海角的東北偏東區域（20°29′N 126°30′E / 20.483°N 126.500°E）。大部分文獻認爲擊沉秋月號的是美軍第38特遣隊的戰機，但也有一些文獻稱秋月號是被美國的大比目魚號潛艇（SS-232）擊沉的。
二战后秋月號驅逐艦的二代目和三代目护卫舰在日本海上自卫队服役。

## 歴代艦長
舾裝長官（日语：艤装員長)
1. 金岡國三中佐：1942年3月20日[3] - 1942年5月20日[4]

駆逐艦長
1. 古賀彌周次中佐：1942年5月20日[4]-1943年7月27日[5]
2. 空缺：1943年7月27日-1943年10月8日
3. 緒方友兄中佐/大佐：1943年10月8日[6] - 1944年11月2日[7]

## 外部連結

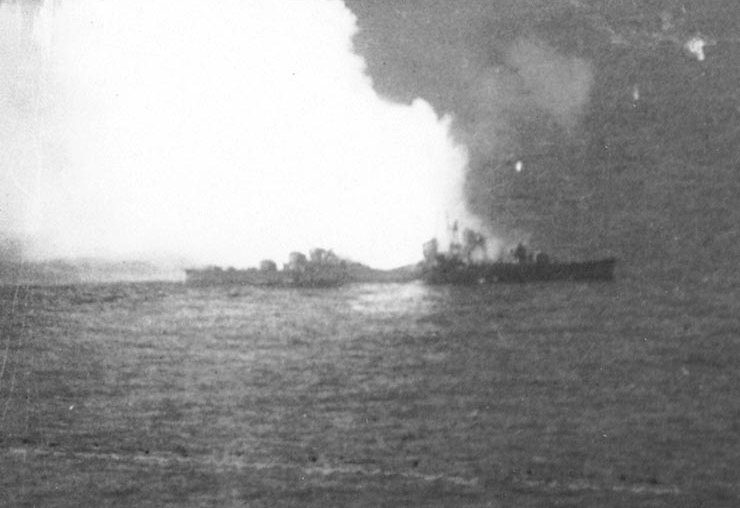
因被擊中而起火燃燒的秋月號